# Jarilla chocola
Jarilla chocola är en tvåhjärtbladig växtart som beskrevs av Standley. Jarilla chocola ingår i släktet Jarilla och familjen Caricaceae. Inga underarter finns listade i Catalogue of Life.